# 葉德利
葉德利（1913年—2003年7月11日），印尼棉蘭出生，廣東省梅縣人，賽車手，德利賽車隊創辦人。

## 生平
葉德利的祖先曾移民印尼從商，1940年代在越南西貢認識何世光的第六女兒何婉婉，並結婚。後葉德利重返香港，在英資的國民收銀機公司任職。1950年代與賭聖葉漢在越南西貢開設賭場。葉德利是語言天才，精通多國語言。當年葉漢想競投澳門賭牌時，葉德利秘密與妻子繞道西班牙及巴黎，親赴葡萄牙了解投標詳情，獲悉競投賭牌者須為葡萄牙公民或在澳門有生意，而葉漢並不符合資格，葉德利於是拉攏何婉婉之兄何鴻燊加盟，終於成功取得賭牌成立澳門博彩控股有限公司。但澳娛成立後，葉甚少參與業務。
葉德利曾是香港有名的花花公子，熱愛賽車，在澳門有「格蘭披治先生」之稱。1955年首次參與澳門格蘭披治大賽車，雖然他最終由於練習期間的意外而未能完成該屆賽事，但卻使他與賽車結下不解之緣，由當初起每年以車手身份參賽，1970年代初贊助Formula 5000國際賽。及至1976年創辦德利車隊，由參加澳門格蘭披治大賽車、到贊助北美印地500赛事，以至參加一級方程式賽車，使他成為國際賽車事業的殿堂級人物。
由於葉德利與香港及澳門的密切關係，澳門的「東望洋跑道」向被認為是德利賽車隊的主場，而葉德利於澳門松山的別墅亦是「東望洋跑道」傍。但除參與澳門的格蘭披治大賽外，德利賽車隊其實亦是首支由華人擁有的一級方程式車隊，並分別於1978年、1981年、1982年及、1983年參賽，雖然葉德利後來由於接納Ensign车队的合併計劃，而未再以德利賽車隊的名義出戰一級方程式賽車，但他對一級方程式賽車的貢獻卻未有停止。
1983年在葉德利的積極推動下，澳門的方程式賽事由太平洋方程式正式改制為三級方程式賽車，德利賽車隊邀請了仍屬新人的艾爾頓·冼拿代表出戰，並取得冠軍，冼拿其後更晉身一級方程式賽車成為車壇傳奇，包括及後成為一級方程式賽車冠軍的米卡·哈基宁與及多位車壇名將，亦曾效力德利車隊並且奠定了澳門賽車作為世界級車手搖籃的地位，而德利車隊在澳門格蘭披治大賽共奪得6次冠軍。
葉德利曾成為全世界單座位賽車最年長車手、澳門大賽車博物館有專區展出與葉德利有關的展品。葉德利於2003年逝世享年90歲，澳門政府為向他對澳門賽車事業所作的貢獻，特於當年的五十屆澳門格蘭披治大賽車舉行特別儀式向他致意。
葉德利是澳門旅遊娛樂有限公司股東之一，曾持有10%股權，1992年出售予何鴻燊，套現6億港元。
2003年7月11日，葉德利病逝於香港瑪麗醫院。

## 家庭
葉德利的兒子葉慶華(Willy Yip)，在2018年北角學校私家小巴俯衝事故中身受重傷，2019年1月8日，他在五名子女的陪伴下，於東區醫院傷重不治，享年89歲。
在2013年11月，葉德利與Beverly Clark的兒子小葉德利復興了葉德利的德利賽車隊。

## 外部連結
- 葉德利,1913-2003 （页面存档备份，存于） 澳門記憶